# Seznam novozelandskih pevcev
Seznam novozelandskih pevcev.

## A
- Megan Alatini

## B
- Daniel Bedingfield
- Benee (Stella Rose Bennett)

## C
- Ray Columbus

## D
- Dave Dobbyn

## F
- Neil Finn
- Tim Finn
- Brooke Fraser
- Pauly Fuemana

## G
- Gale Garnett

## H
- Lorina Harding
- Marc Hunter

## K
- Chris Knox

## L
- Lorde (Ella Marija Lani Yelich-O'Connor)

## M
- Jenny Morris

## N
- Tami Neilson (kanadsko-novozelandska)

## P
- Martin Phillipps

## R
- John Rowles
- Bic Runga (Briolette Kah Bic Runga MNZM)

## S
- Scribe = Malo (Jeshua) Ioane Luafutu
- Jon Stevens

## V
- Holly Valance

## W
- Hayley Westenra